# 2,5-己二醇
2,5-己二醇是一种可溶于水的有机化合物，化学式为C6H14O2，它是己二醇的同分异构体之一。它可由2,5-己二酮加氢还原制得。它和苯磺酰氯、吡啶反应，可以得到2,5-二甲基四氢呋喃。